# Mario Zaninovich
Mario Zaninovic (Presidencia Roque Sáenz Peña, Chaco, Argentina; 20 de marzo de 1987) es un futbolista argentino que se desempeña como mediocampista en el Deportivo Riestra de la Primera División de Argentina.

## Clubes
| Club               | País      | Año           | PJ | Goles |
| ------------------ | --------- | ------------- | -- | ----- |
| Lanús              | Argentina | 2009 - 2011   | 5  | 0     |
| Ferro Carril Oeste | Argentina | 2011-2014     | 89 | 6     |
| Estudiantes        | Argentina | 2016-2017     | 29 | 2     |
| Deportivo Riestra  | Argentina | 2017-presente | 45 | 0     |